# Thomas M. Storke

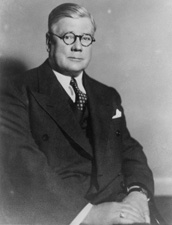
Thomas M. Storke

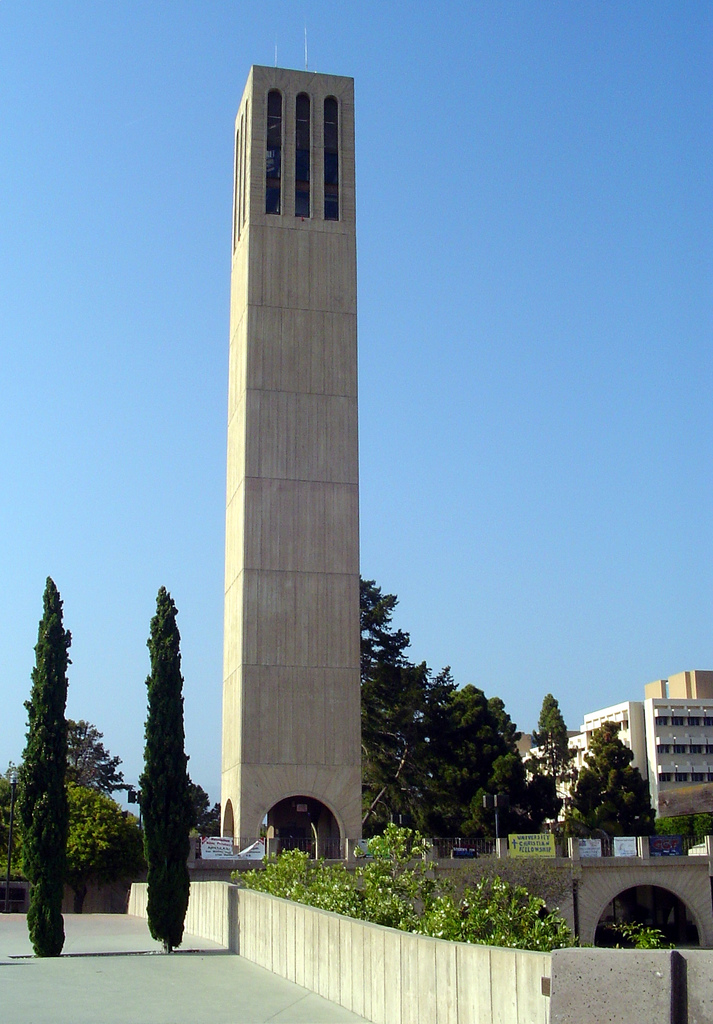
Der 53 Meter hohe Storke Tower auf dem Campus der University of California in Santa Barbara trägt den Namen von Thomas M. Storke

Thomas More Storke (* 23. November 1876 in Santa Barbara, Kalifornien; † 12. Oktober 1971 ebenda) war ein US-amerikanischer Politiker, der den Bundesstaat Kalifornien kurzzeitig im US-Senat repräsentierte.

## Leben
Thomas More Storke war der einzige Sohn unter vier Kindern von Charles A. Storke und dessen Frau Martha. Er wuchs im Wohlstand heran, da sein Vater als Rechtsanwalt arbeitete und in der Zeit von 1899 bis 1902 als Bürgermeister von Santa Barbara amtierte.
Nach dem Besuch der Pflichtschulen schrieb sich Storke an der Stanford University in Stanford ein, an der er im Jahr 1898 seinen Abschluss erlangte. Danach begann er als Journalist und Redakteur bei verschiedenen Zeitungen zu arbeiten, ehe er Anfang 1900 die Zeitung Santa Barbara Daily Independent erwarb. 1913 kaufte er auch die Santa Barbara Daily News auf, und gründete nach der Fusion im selben Jahr die Santa Barbara Daily News & Independent. Im September 1932 erwarb er auch die Morning Press, und nannte das Unternehmen, nach der erfolgreichen Fusion im Jahr 1938, die Santa Barbara News-Press. Parallel zu seiner Arbeit in der Medienlandschaft von Santa Barbara war Storke auch als Farmer und Landwirt von Zitrusfrüchten tätig.
Thomas Storke war kein Berufspolitiker. Sein erstes öffentliches Amt übte er von 1914 bis 1921 aus, als er zum Postmeister von Santa Barbara gewählt wurde. Nach dem Rücktritt von William Gibbs McAdoo im November 1938 empfahl McAdoo Gouverneur Frank Merriam seinen Freund Thomas M. Storke als Nachrücker im Senat der Vereinigten Staaten. Storke, der Parteimitglied der Demokraten war, gehörte nur zwei Monate dem Kongress an. Bereits Anfang Januar 1939 wurde er von Sheridan Downey abgelöst.
Nach seinem Ausscheiden aus dem Senat gründete er 1947 die Radiostation KTMS. 1951 berief ihn Gouverneur Earl Warren in die California Crime Commission ein, ehe er 1955 von dessen Nachfolger Goodwin Knight in den Aufsichtsrat der University of California, Santa Barbara gewählt wurde. Diese verlieh ihm 1960 den Ehrendoktor, dem 1963 ein weiterer Ehrendoktor vom Colby College in Waterville (Maine) folgte.
In den 1960er Jahren schrieb Storke auch Artikel gegen das Erstarken der antikommunistischen rechtsgerichteten John Birch Society, im Besonderen gegen deren Gründer Robert Welch. Dafür erhielt er im November 1961 den Lauterbach Award von der Nieman Foundation, im Mai 1962 den Pulitzer-Preis und im selben Jahr die Elijah Lovejoy Fellowship für seinen herausragenden Journalismus.
Thomas M. Storke starb im Oktober 1971 im Alter von 94 Jahren.